# Витемор (Мичиген)
Витемор (енгл. Whittemore) град је у америчкој савезној држави Мичиген. По попису становништва из 2010. у њему је живело 384 становника.

## Демографија
Према попису становништва из 2010. у граду је живело 384 становника, што је 92 (19,3%) становника мање него 2000. године.
| Група             | 2000.       | 2010.       |
| Белци             | 464 (97,5%) | 358 (93,2%) |
| Афроамериканци    | 2 (0,4%)    | 5 (1,3%)    |
| Азијати           | 0 (0,0%)    | 0 (0,0%)    |
| Хиспаноамериканци | 6 (1,3%)    | 12 (3,1%)   |
| Укупно            | 476         | 384         |